# کریس برتون (سوارکار)
کریس برتون (انگلیسی: Chris Burton؛ زادهٔ ۲۲ نوامبر ۱۹۸۱) سوارکار اهل استرالیا است.
وی در مسابقات کشوری و بین‌المللی در مجموع برندهٔ ۱ مدال برنز شده‌است.